# Cecil B. DeMille
Cecil Blount DeMille (Ashfield, 12 agosto 1881 – Los Angeles, 21 gennaio 1959) è stato un regista, produttore cinematografico e montatore statunitense.
Fratello minore del regista e sceneggiatore William C. deMille, nel 1927 fu uno dei 36 membri fondatori dell'Academy of Motion Picture Arts and Sciences (AMPAS), organizzazione per il miglioramento e la promozione mondiale del cinema; fu l'accademia, nel 1929, a creare il Premio Oscar.

## Biografia

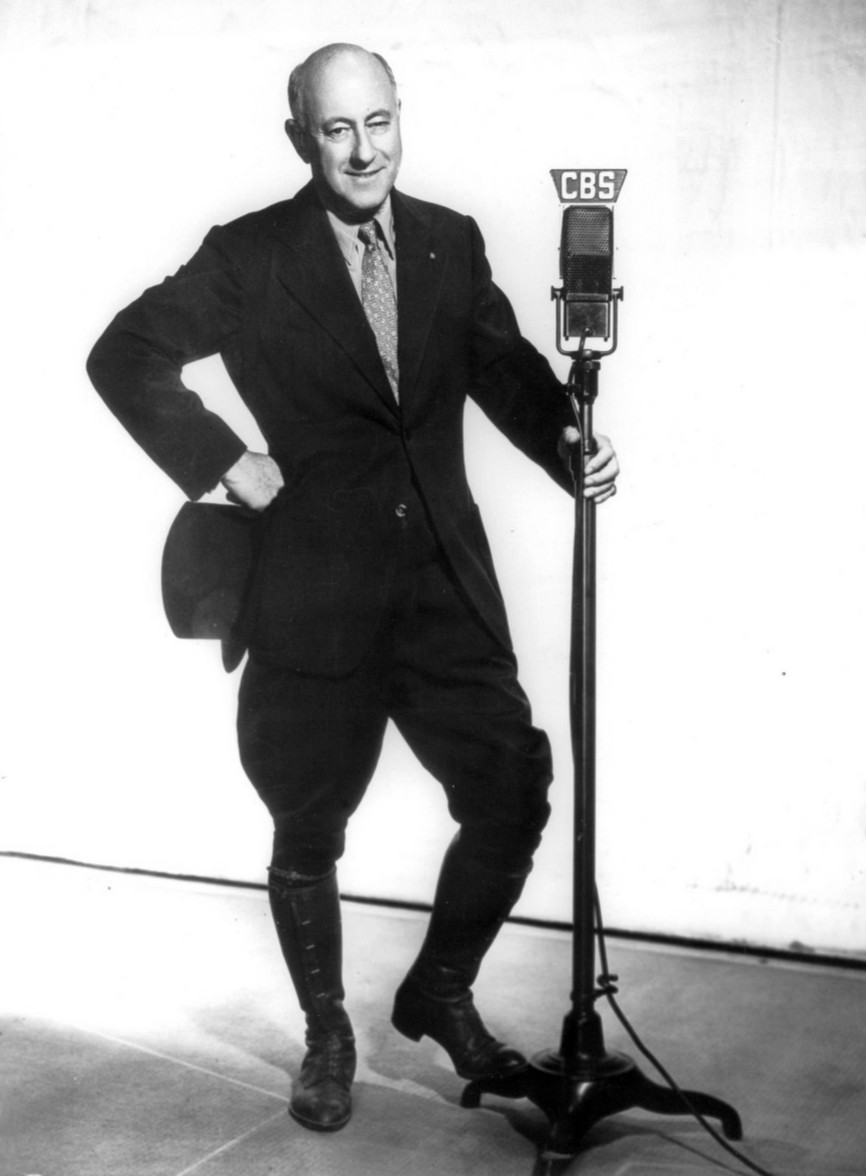
Cecil B. DeMille nel 1937

Considerato tra i padri fondatori della settima arte, Cecil B. DeMille era figlio del commediografo di origine olandese Henry Churchill DeMille e della sceneggiatrice Beatrice DeMille; suo padre morì di tifo quando Cecil aveva 12 anni. Frequentò l'ambiente dello spettacolo fin da giovane grazie all'attività del padre che - insegnante alla Columbia University e predicatore di sermoni - si dilettava con la moglie a scrivere testi per il teatro.
Nel 1900, dopo aver frequentato l'Accademia americana di arti drammatiche di New York, iniziò a scrivere per il teatro e a recitare assieme al fratello maggiore William. Attratto dal cinema, fondò una propria casa di produzione cinematografica, la "DeMille Play Company". Dopo aver assistito entusiasta alla proiezione del film The Great Train Robbery (1903), fondò nel 1913 assieme a Samuel Goldwyn e a Jesse L. Lasky la "Jesse Lasky Feature Play Company", la futura Paramount Pictures.
Il suo primo film, di cui curò regia, sceneggiatura e produzione e in cui apparve anche (non accreditato) come attore, fu la prima versione di The Squaw Man (1914), storia tratta da un lavoro teatrale di Edwin Milton Royle. Nel 1918, DeMille ne girerà il remake e poi, per la terza volta nel 1931, rifarà il film interpretato da Lupe Vélez che, in Italia, avrà il titolo Naturich la moglie indiana.
A partire dagli anni venti, DeMille si fece un nome come regista di film biblici. Uno su tutti, I dieci comandamenti (1923), di cui realizzerà un altrettanto riuscito remake nel 1956. DeMille lanciò diverse star cinematografiche, tra cui Gloria Swanson, che fu una delle sue attrici preferite. Non a caso, quando nel 1950 Billy Wilder girerà Viale del tramonto - storia di una diva del muto che, ricordando i fasti di un mondo perduto, vive nel passato - affiancherà alla protagonista Gloria Swanson - quando lei si reca a incontrare il suo vecchio regista - proprio DeMille, nel ruolo di sé stesso.
Sostenitore del maccartismo, DeMille pretese il giuramento anticomunista da parte dei registi di Hollywood, scontrandosi con John Ford e Joseph L. Mankiewicz. Fu iniziato in Massoneria nella Loggia "Prince of Orange Lodge" N. 16 di New York.
Cecil B. DeMille morì nel 1959, a 77 anni, per una malattia cardiaca; è sepolto nel cimitero dell'Hollywood Forever Memorial Park, a Hollywood, California.

## Vita privata
Il 16 agosto 1902, DeMille sposò l'attrice Constance Adams (1874-1960) dalla quale ebbe una figlia di nome Cecilia (1908-1984). La coppia adottò in seguito tre figli: Katherine (1911-1995), che avrebbe intrapreso la carriera di attrice; John (1913-1982) e Richard (1922-2009), giornalista e scrittore. Quest'ultimo era il figlio naturale di William che l'aveva avuto da una relazione con la sceneggiatrice Lorna Moon; Cecil lo adottò dopo la morte del fratello. 
Era zio di Agnes de Mille, figlia di William, che diventò una nota ballerina e coreografa, tra i fondatori dell'American Ballet Theatre.

## Premi e riconoscimenti

### Premi Oscar
- 1953 - Miglior film per Il più grande spettacolo del mondo
- 1953 - Candidatura al Miglior regista per Il più grande spettacolo del mondo

### Golden Globe
- 1953 - Miglior regista per Il più grande spettacolo del mondo

Un riconoscimento intitolato al suo nome viene inoltre consegnato nell'ambito dei premi cinematografici Golden Globe.

## Filmografia

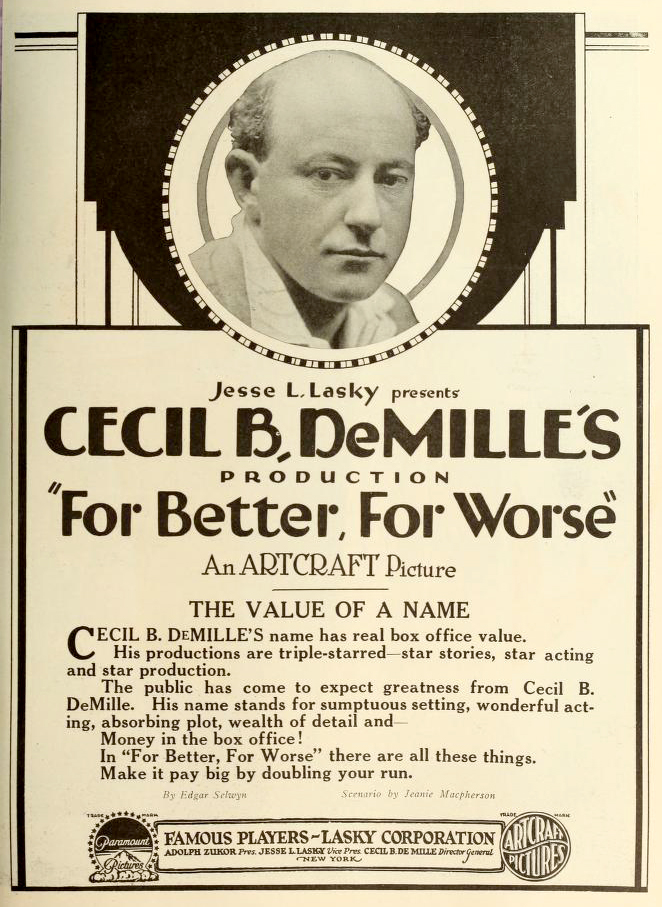
Pubblicità (1919)

### Regista
- The Squaw Man, co-regia di Oscar Apfel - non accreditati) (1914)
- Brewster's Millions, co-regia di Oscar Apfel (1914)
- The Master Mind, co-regia di Oscar Apfel (1914)
- The Only Son (1914)
- The Man on the Box co-regia di Oscar Apfel - non accreditato (1914)
- The Arab (1915)
- The Call of the North, co-regia di Oscar Apfel (1914)
- The Virginian (1914)
- What's His Name (1914)
- The Man from Home (1914)
- La rosa del Rancho (Rose of the Rancho), co-regia di Wilfred Buckland (1914)
- The Ghost Breaker, co-regia di Oscar Apfel (1914)
- La fanciulla del West (The Girl of the Golden West) (1915)
- After Five, co-regia di Oscar Apfel (1915)
- The Warrens of Virginia (1915)
- The Unafraid (1915)
- The Captive (1915)
- The Wild Goose Chase (1915)
- The Arab (1915)
- Chimmie Fadden (1915)
- Kindling (1915)
- Carmen (1915)
- Chimmie Fadden Out West (1915)
- I prevaricatori (The Cheat) (1915)
- The Golden Chance (1915)
- Temptation (1915)
- The Trail of the Lonesome Pine (1916)
- The Heart of Nora Flynn (1916)
- Maria Rosa (1916)
- The Dream Girl (1916)
- Giovanna d'Arco (Joan the Woman) (1916)
- Lost and Won (non accreditato) (1917)
- A Romance of the Redwoods (1917)
- The Little American (non accreditato) (1917)
- L'ultima dei Montezuma (The Woman God Forgot) (1917)
- Nan of Music Mountain (non accreditato), co-regia di George Melford (1917)
- The Devil-Stone (1917)
- The Whispering Chorus (1918)
- Old Wives for New (1918)
- We Can't Have Everything (1918)
- Till I Come Back to You (1918)
- The Squaw Man (1918)
- Perché cambiate marito? (Don't Change Your Husband) (1919)
- For Better, for Worse (1919)
- Maschio e femmina (Male and Female) (1919)
- Perché cambiate moglie? (Why Change Your Wife?) (1920)
- Something to Think About (1920)
- Il frutto proibito (Forbidden Fruit) (1921)
- Fragilità, sei femmina! (The Affairs of Anatol) (1921)
- Paradiso folle (Fool's Paradise) (1921)
- La coppia ideale (Saturday Night) (1922)
- La corsa al piacere (Manslaughter) (1922)
- Adam's Rib (1923)
- I dieci comandamenti (The Ten Commandments) (1923)

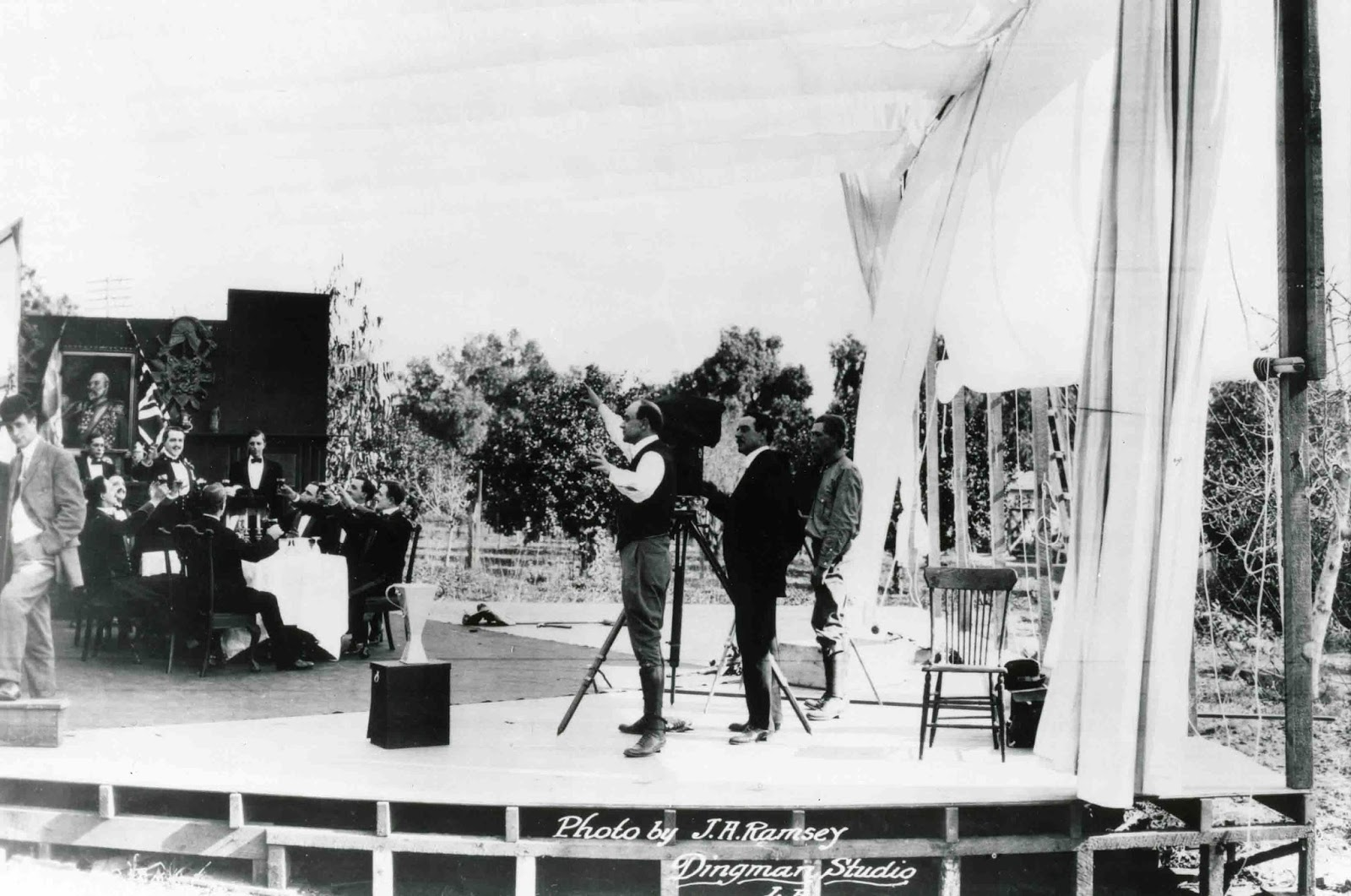
Primo ciak di The Squaw Man (1914), esordio nella regia di Cecil B. DeMille

- Il trionfo (Triumph) (1924)
- Anime nel turbine (Feet of Clay) (1924)
- Il letto d'oro (The Golden Bed) (1925)
- La strega di York (The Road to Yesterday) (1925)
- Il barcaiuolo del Volga (The Volga Boatman) (1926)
- Il re dei re (The King of Kings) (1927)
- Walking Back (non accreditato), co-regia di Rupert Julian (1928)
- Donna pagana (The Godless Girl) (1929)
- Dinamite (Dynamite) (1929)
- Madame Satan (1930)
- Naturich la moglie indiana (The Squaw Man) (1931)
- Il segno della croce (The Sign of the Cross) (1932)
- La nuova ora (This Day and Age) (1933)
- Quattro persone spaventate (Four Frightened People) (1934)
- Cleopatra (1934)
- I crociati (The Crusades) (1935)
- La conquista del West (The Plainsman) (1936)
- I filibustieri (The Buccaneer) (1938)
- La via dei giganti (Union Pacific) (1939)
- Giubbe rosse (North West Mounted Police) (1940)
- Vento selvaggio (Reap the Wild Wind) (1942)
- La storia del dottor Wassell (The Story of Dr. Wassell) (1944)
- Gli invincibili (Unconquered) (1947)
- California's Golden Beginning (1948)
- Sansone e Dalila (Samson and Delilah) (1949)
- Il più grande spettacolo del mondo (The Greatest Show on Earth) (1952)
- I dieci comandamenti (The Ten Commandments) (1956)

### Produttore
- The Squaw Man, regia di Cecil B. DeMille, Oscar Apfel (1914)
- The Call of the North, regia di Cecil B. DeMille, Oscar Apfel (1914)
- What's His Name, regia di Cecil B. DeMille (1914)
- The Man from Home, regia di Cecil B. DeMille (1914)
- La rosa del Rancho (Rose of the Rancho), regia di Cecil B. DeMille e Wilfred Buckland (1914)
- The Ghost Breaker, regia di Cecil B. DeMille, Oscar Apfel (1914)
- La fanciulla del West (The Girl of the Golden West), regia di Cecil B. DeMille (1915)
- The Warrens of Virginia, regia di Cecil B. DeMille (1915)
- The Unafraid, regia di Cecil B. DeMille (1915)
- The Captive, regia di Cecil B. DeMille (1915)
- The Wild Goose Chase, regia di Cecil B. DeMille (1915)
- The Arab, regia di Cecil B. DeMille (1915)
- Chimmie Fadden, regia di Cecil B. DeMille (1915)
- Kindling, regia di Cecil B. DeMille (1915)
- Carmen, regia di Cecil B. DeMille (1915)
- Chimmie Fadden Out West, regia di Cecil B. DeMille (1915)
- I prevaricatori (The Cheat), regia di Cecil B. DeMille (1915)
- The Golden Chance, regia di Cecil B. DeMille (1915)
- Temptation, regia di Cecil B. DeMille (1915)
- The Trail of the Lonesome Pine, regia di Cecil B. DeMille (1916)
- The Heart of Nora Flynn, regia di Cecil B. DeMille (1916)
- Maria Rosa, regia di Cecil B. DeMille (1916)
- The Dream Girl, regia di Cecil B. DeMille (1916)
- Giovanna d'Arco (Joan the Woman), regia di Cecil B. DeMille (1916)
- Betty to the Rescue, regia di Frank Reicher - direttore generale (1917)
- Lost and Won, regia di Frank Reicher e (non accreditato) Cecil B. DeMille (1917)
- A Romance of the Redwoods, regia di Cecil B. DeMille (1917)
- The Little American', regia di Cecil B. DeMille (1917)
- L'ultima dei Montezuma (The Woman God Forgot), regia di Cecil B. DeMille (1917)
- A Mormon Maid, regia di Robert Z. Leonard (1917)
- The Devil-Stone, regia di Cecil B. DeMille (1917)
- The Whispering Chorus, regia di Cecil B. DeMille (1918)
- Old Wives for New, regia di Cecil B. DeMille (1918)
- We Can't Have Everything (1918)
- Till I Come Back to You (1918)
- The Squaw Man, regia di Cecil B. DeMille (1918)
- Perché cambiate marito? (Don't Change Your Husband), regia di Cecil B. DeMille (1919)
- For Better, for Worse (1919)
- Maschio e femmina (Male and Female), regia di Cecil B. DeMille (1919)
- Perché cambiate moglie? (Why Change Your Wife?) (1920)
- Something to Think About (1920)
- Forbidden Fruit, regia di Cecil B. DeMille (1921)
- Fragilità, sei femmina! (The Affairs of Anatol), regia di Cecil B. DeMille (1921)
- Paradiso folle (Fool's Paradise) (1921)
- La coppia ideale (Saturday Night) (1922)
- La corsa al piacere (Manslaughter) (1922)
- Adam's Rib (1922)
- I dieci comandamenti (The Ten Commandments) (1923)
- Il trionfo (Triumph), regia di Cecil B. DeMille (1924)
- Anime nel turbine (Feet of Clay) (1924)
- Il letto d'oro (The Golden Bed) (1925)
- The Dressmaker from Paris, regia di Paul Bern - supervisione alla produzione (1925)
- The Coming of Amos, regia di Paul Sloane (1925)
- La strega di York (The Road to Yesterday) (1925)
- Risky Business, regia di Alan Hale (1926)
- Whispering Smith, regia di George Melford (1926)
- Made for Love, regia di Paul Sloane (1926)
- Il barcaiuolo del Volga (The Volga Boatman), regia di Cecil B. DeMille (1926)
- Her Man o' War, regia di Frank Urson (1926)
- The Cruise of the Jasper B, regia di James W. Horne (1926)
- White Gold, regia di William K. Howard (1927)
- The Yankee Clipper, regia di Rupert Julian (1927)
- Il re dei re (The King of Kings) (1927)
- The Fighting Eagle, regia di Donald Crisp (1927)
- The Angel of Broadway, regia di Lois Weber (1927)
- Let 'Er Go Gallegher, regia di Elmer Clifton (1928)
- Hold 'Em Yale, regia di Edward H. Griffith (1928)
- Walking Back (non accreditato) (1928)
- Donna pagana (The Godless Girl) (1929)
- Dinamite (Dynamite) (1929)
- Madame Satan (Madam Satan) (1930)
- Naturich la moglie indiana (The Squaw Man) (1931)
- Il segno della croce (The Sign of the Cross) (1932)
- La nuova ora (This Day and Age) (1933)
- Quattro persone spaventate (Four Frightened People) (1934)
- Cleopatra, regia di Cecil B. DeMille (1934)
- I crociati (The Crusades), regia di Cecil B. DeMille (1935)
- La conquista del West (The Plainsman), regia di Cecil B. DeMille (1936)
- I filibustieri (The Buccaneer), regia di Cecil B. DeMille (1938)
- La via dei giganti (Union Pacific), regia di Cecil B. DeMille (1939)
- Giubbe rosse (North West Mounted Police), regia di Cecil B. DeMille (1940)
- Vento selvaggio (Reap the Wild Wind), regia di Cecil B. DeMille (1942)
- La storia del dottor Wassell (The Story of Dr. Wassell), regia di Cecil B. DeMille (1944)
- Gli invincibili (Unconquered), regia di Cecil B. DeMille (1947)
- Sansone e Dalila (Samson and Delilah), regia di Cecil B. DeMille (1949)
- Quando i mondi si scontrano (When Worlds Collide), regia di Rudolph Maté (produttore esecutivo) (1951)
- Il più grande spettacolo del mondo (The Greatest Show on Earth), regia di Cecil B. DeMille (1952)
- I dieci comandamenti (The Ten Commandments), regia di Cecil B. DeMille (1956)
- I bucanieri, regia di Anthony Quinn (supervisione produttore esecutivo) (1958)

### Attore
- The Squaw Man, regia di Cecil B. DeMille, Oscar Apfel (1914)
- Hollywood, regia di James Cruze (1923)
- Madame Satan, regia di Cecil B. DeMille (1930)
- The Last Train from Madrid, regia di James P. Hogan (1930)
- Hollywood Extra Girl documentario, regia di Herbert Moulton (1935)
- Giubbe rosse, regia di Cecil B. DeMille (1940)
- Vento selvaggio, regia di Cecil B. DeMille (1942)
- Signorine, non guardate i marinai (Star Spangled Rhythm), regia di George Marshall e A. Edward Sutherland (1942)
- La storia del dottor Wassell, regia di Cecil B. DeMille (The Story of Dr. Wassell) (1944)
- Gli invincibili (Unconquered), regia di Cecil B. DeMille (1947)
- Sansone e Dalila (Samson and Delilah), regia di Cecil B. DeMille (1949)
- Viale del tramonto (Sunset Boulevard), regia di Billy Wilder (1950)
- Il più grande spettacolo del mondo (The Greatest Show on Earth), regia di Cecil B. DeMille (1952)
- Screen Snapshots: Hollywood Night Life, regia di Ralph Staub (1952)
- Il figlio di viso pallido (Son of Paleface), regia di Frank Tashlin (1952)

### Montatore
- Rose of the Rancho, regia di Cecil B. DeMille e Wilfred Buckland (1914)
- What's His Name, regia di Cecil B. DeMille (1914)
- The Warrens of Virginia, regia di Cecil B. DeMille (1915)
- The Unafraid, regia di Cecil B. DeMille (1915)
- The Captive, regia di Cecil B. DeMille (1915)
- The Arab, regia di Cecil B. DeMille (1915)
- Kindling, regia di Cecil B. DeMille (1915)
- The Heart of Nora Flynn, regia di Cecil B. DeMille (1916)
- The Trail of the Lonesome Pine, regia di Cecil B. DeMille (1916)
- The Dream Girl, regia di Cecil B. DeMille (1916)
- L'ultima dei Montezuma (The Woman God Forgot), regia di Cecil B. DeMille (1917)
- We Can't Have Everything, regia di Cecil B. DeMille - co-montatore Anne Bauchens (1918)
- The Whispering Chorus, regia di Cecil B. DeMille (1918)

### Sceneggiatore
- Rose of the Rancho, regia di Cecil B. DeMille e Wilfred Buckland - sceneggiatura (1914)
- What's His Name, regia di Cecil B. DeMille (1914)
- The Circus Man, regia di Oscar Apfel - sceneggiatura, non accreditato (1914)
- The Unafraid, regia di Cecil B. DeMille (1915)
- The Captive, regia di Cecil B. DeMille (1915)
- The Arab, regia di Cecil B. DeMille (1915)
- The Trail of the Lonesome Pine, regia di Cecil B. DeMille - storia e sceneggiatura (1916)
- Il club degli scapoli (The Night Club), regia di Paul Iribe e Frank Urson - lavoro teatrale (1925)

### Film o documentari dove appare DeMille
- The Casting Couch, regia di John Sealey - video con filmati di repertorio (1995)

## Doppiatori italiani
Nelle versioni in italiano dei film in cui ha recitato Cecil B. DeMille è stato doppiato da:
- Amilcare Pettinelli in Rivista di stelle, Viale del tramonto, La storia di Buster Keaton, trailer[4] de I dieci comandamenti
- Mario Besesti in La storia del dottor Wassell
- Gaetano Verna in Signorine, non guardate i marinai

Da doppiatore è sostituito da:
- Sandro Ruffini in Giubbe rosse, Gli invincibili
- Aldo Silvani in Sansone e Dalila
- Lauro Gazzolo in Il più grande spettacolo del mondo
- Luigi Pavese in I dieci comandamenti (Dio)
- Gino Cervi in I dieci comandamenti (voce narrante)